# Hylistik
Hylistik (von altgriechisch ὕλη hýlē „Holz [im Sinne von ‚Rohstoff‘], Stoff, Materie“) ist die Wissenschaft von Erzählstoffen. Sie versteht sich als transdisziplinäre Methode der Stoffforschung, die vor allem im Kontext der Mythosforschung Anwendung findet. Damit eng verbunden ist der Begriff des Hylems.
Grundlage der Hylistik ist die Unterscheidung zwischen einem Medium und dem darin verarbeiteten Erzählstoff. Ein Stoff kann in unterschiedlichen Medien (z. B. Text, Bild, mündliche Überlieferung, Film, Tanz oder Theaterstück) konkretisiert werden. Die Grenzen des Mediums müssen nicht die Grenzen des Stoffes repräsentieren – vielmehr kann ein Medium mehrere Stoffe umfassen (z. B. Ovids Metamorphosen) oder einen Stoff nur anreißen oder unvollständig erzählen (z. B. ein Ausschnitt des Erzählstoffes vom Trojanischen Krieg in Homers Ilias). Mithilfe der Hylemanalyse kann ein Stoff näherungsweise aus einem Medium extrahiert werden. Derselbe Stoff kann in verschiedenen Medien in unterschiedlicher Weise verarbeitet sein (z. B. der Stoff vom Trojanischen Krieg im Epos Ilias, dem pseudohistorischen Troia-Roman des Dictys oder dem Spielfilm Troja).

## Forschungsgeschichte
Die Methode der Hylistik wurde im Kontext transdisziplinärer Forschungsgruppen zur Mythosforschung v. a. der Altorientalistik und Klassischen Philologie an der Universität Göttingen entwickelt. Der Altphilologe Christian Zgoll veröffentlichte 2019 ein Grundlagenwerk der hylistischen Methode und Mythentheorie als Habilitationsschrift unter dem Namen Tractatus mythologicus; weitere Sammelbände und Monografien folgten in der Schriftenreihe Mythological Studies (MythoS). 2023 wurden Annette und Christian Zgoll für ihre „Forschung zu den antiken mythologischen Erzählungen und zur Entwicklung einer innovativen Methodik der komparatistischen Mythosforschung“ mit dem Preis der Peregrinus-Stiftung der Akademie der Wissenschaften und der Literatur in Mainz ausgezeichnet. In seiner Gesamtdarstellung zur hundertjährigen Geschichte der Mythosforschung erwähnt der Altphilologe und Mythenforscher Udo Reinhardt Zgolls Tractatus mythologicus als „das neueste Handbuch zur Mythostheorie“ mit einer „herausragenden Bedeutung“ für die moderne Mythosforschung.

## Hyleme und Hylemanalyse
Hauptartikel: Hylem (mit Erklärung der Hylemanalyse)
Als zentrale Methode der Hylistik fungiert die Hylemanalyse, bei der aus der medialen Konkretion eines Erzählstoffs die Abfolge seiner kleinsten handlungstragenden Einheiten – sogenannter Hyleme – rekonstruiert wird. Diese werden standardisiert als aktivische Aussagen aus Subjekt, Prädikat sowie ggf. Objekten und Determinationen ausgedrückt. Hyleme sind nicht mit einem Text gleichzusetzen, sondern konzipiert als transmediale Stoffbausteine, die aus Stoffen unterschiedlicher medialer Konkretion extrahiert werden können und selbst „nicht auf eine bestimmte mediale Gestaltung oder Einzelsprache festgelegt“ sind. Somit können auch Hyleme nur eine Annäherung an einen Erzählstoff als solchen bieten. Die Hylemanalyse dient als wissenschaftliches Werkzeug, das (insbesondere im Falle mythischer Hylemsequenzen) weitere Untersuchungen und Erkenntnisse ermöglicht:
- Rekonstruktion der logischen Handlungsabfolge bei einem komplex formulierten Text
- Rekonstruktion der Ereignisse in einem nur ausschnittsweise erzählten bzw. fragmentarisch erhaltenen Stoff
- Vergleich von verschiedenen Stoffen (z. B. griechischer Typhon- und hethitischer Illujanka-Mythos) oder Varianten (z. B. Kampf des Zeus gegen Typhon bei Hesiod und Apollodor) bzw. unterschiedlichen medialen Konkretionen desselben Stoffes (z. B. Epos Ilias und Film Troja)
- Erkennen von logischen Inkonsistenzen, die Indizien für die Stratifikation eines Textes bzw. Stoffes sein können (z. B. Bibeltext mit mehreren Editionsschichten) – daraus auch Rekonstruktion konkurrierender oder früherer Varianten des Stoffes

## Stoffwissenschaftlicher Mythosbegriff und Mythosforschung
Die hylistische Methode ist prinzipiell auf verschiedene Stoffarten anwendbar, wurde jedoch insbesondere zur Erforschung mythischer Stoffe entwickelt und angewandt. Ein Mythos – in Abgrenzung von anderen Erzählstoffen wie etwa Märchen und Sage ‒ wird in der Hylistik definiert als ein „aufgrund der Varianten polymorpher und je nach Variante polystrater Erzählstoff mit implizitem Anspruch auf Relevanz für die Deutung und Bewältigung menschlicher Existenz, in dem sich transzendierende Auseinandersetzungen mit Erfahrungsgegenständen zu einer Hylemsequenz verdichten“.
Demnach zeichnen sich Mythen durch mehrere Merkmale aus:
- Der Mythos bezieht sich stets auf Erfahrungsgegenstände, d. h. die Welt, wie sie der Mensch aus eigener Anschauung kennt. So kann ein Mythos erzählen, woher die Sonne stammt, aber kein Mythos endet damit, dass bis zuletzt zwei Sonnen am Himmel existieren. Hierin unterscheidet sich der Mythos etwa von der Stoffart des Märchens, das in der Regel keine Anknüpfung an die reale Welt besitzt.[8]
- Die Erfahrungsgegenstände werden durch den Mythos transzendiert, d. h. unter Beteiligung von Göttern oder vergleichbaren übernatürlichen Kräften in einen metaphysischen Sinnzusammenhang eingebettet.[9] Somit dienen Mythen oftmals der Erklärung des Ursprunges (Ätiologie) von Welt, Mensch, Dingen, Wesen, Orten, Bräuchen oder Institutionen, aber auch deren jeweiliger Wertung und Hierarchisierung.
- Polymorphie bezeichnet das Vorliegen eines Stoffes in verschiedenen Varianten, die inhaltlich zu einem gewissen Grad voneinander abweichen. Derselbe Mythos kann in verschiedenen Quellen nicht nur in unterschiedlicher Ausführlichkeit oder mit abweichenden Details erzählt werden, sondern sich sogar in vermeintlich zentralen Inhalten unterscheiden (z. B. die von Aelian erzählte Variante des Medeia-Mythos, in der diese ihre Kinder nicht tötet[10]). „Der Mythos“ selbst ist daher nicht durch einzelne Details definiert, sondern anhand der Einheit von Protagonisten, Schauplätzen und Handlungsstücken insgesamt nur näherungsweise umschreibbar. Es existiert von einem Mythos keine „Standardversion“ gegenüber „abweichenden“ Varianten, sondern allenfalls mehr oder weniger bekannte und einflussreiche Varianten.[11] Mythische Stoffe nehmen zwar häufig aufeinander Bezug, bilden aber kein in sich konsistentes fiktives Universum.
- Polystratie bezeichnet den Aufbau einer einzelnen Variante bzw. Konkretion aus Bestandteilen unterschiedlichen Ursprungs, z. B. aus anderen Mythen oder abweichenden Varianten desselben Stoffes.[12] Das Nebeneinander von Hylemen aus ursprünglich verschiedenen Varianten kann zu Inkonsistenzen auf Ebene des Textes bzw. der vorliegenden Stoffvariante führen, die Aufschluss über die Stratifikation und Entwicklung des Textes bzw. Stoffes geben können. Da auch die Persönlichkeit mythischer Figuren häufig polystrat und somit in sich inkonsistent ist (im Gegensatz etwa zu von einem einzelnen Autor entworfenen Romanfiguren), ist auch der Versuch eines Verständnisses von Mythen über die individuellen Charakterzüge und Handlungsmotive der handelnden Figuren grundsätzlich verfehlt („psychologische Falle der Mytheninterpretation“).[13]

Von den teilweise ähnlichen Stoffarten der Sage und des Märchens unterscheidet sich der Mythos vor allem durch das aktive Eingreifen von Göttern. Bei derartigen Unterscheidungsmerkmalen handelt es sich jedoch um Familienähnlichkeiten, die Raum für Ausnahmen und Überschneidungen lassen (z. B. Auftreten von Gott im Märchen oder Traumzeitgeschichten der australischen Ureinwohner, in denen Tiere oder Menschen die Rolle göttlicher Akteure einnehmen).